# Yamaha Motors Football Club 1988-1989
Questa voce raccoglie le informazioni riguardanti lo Yamaha Motors Football Club nelle competizioni ufficiali della stagione 1988-1989.

## Stagione
Presto eliminato dal Campionato d'Asia per club (uscì al primo turno, classificandosi terzo nel proprio girone a un punto dal Guangdong Wanbao, vincente nello scontro diretto) e dalla Coppa di Lega, lo Yamaha Motors (presentatosi ai nastri di partenza con una formazione praticamente immutata rispetto a quella della stagione precedente) si concentrò sul campionato e sulla Coppa dell'Imperatore, dove in entrambi i casi ebbe come principale avversario il Nissan Motors.
Mentre in coppa nazionale fu eliminato in semifinale, in campionato lo Yamaha Motors (che alla seconda giornata aveva interrotto il lungo periodo di imbattibilità) inflisse al Nissan Motors la prima sconfitta stagionale dando avvio a una rimonta che lo portò, a tre gare dal termine, cono solo tre punti di ritardo sulla capolista. Due sconfitte consecutive nelle ultime tre gare cacciarono indietro la squadra fino al terzo posto finale.

## Maglie e sponsor
Le magliette, prodotte dalla Puma, recano sulla parte anteriore il logo della Yamaha
| Manica sinistra · Manica sinistra · Maglietta · Maglietta · Manica destra · Manica destra · Pantaloncini · Calzettoni | Manica sinistra · Manica sinistra · Maglietta · Maglietta · Manica destra · Manica destra · Pantaloncini · Calzettoni |  |

## Organigramma societario
Area tecnica
- Direttore tecnico: Ryūichi Sugiyama
- Allenatore: Kikuo Konagaya
- Vice allenatore: Masao Ishikawa, Masakazu Suzuki, Masakuni Yamamoto
- Collaboratore tecnico: Teruo Hajisawa

## Rosa
| N. |                     | Ruolo | Calciatore                  |
| -- | ------------------- | ----- | --------------------------- |
| 1  | Giappone (bandiera) | P     | Shinichi Morishita          |
| 2  | Giappone (bandiera) | D     | Tomoyuki Ishii              |
| 3  | Giappone (bandiera) | D     | Tetsuo Mukoda               |
| 4  | Giappone (bandiera) | D     | Yoshinori Ishigami          |
| 5  | Giappone (bandiera) | C     | Kazuya Arita                |
| 6  | Giappone (bandiera) | C     | Hirofumi Yamashita          |
| 7  | Giappone (bandiera) | D     | Masaaki Yanagishita         |
| 8  | Giappone (bandiera) | C     | Tatsuya Mochizuki           |
| 9  | Giappone (bandiera) | A     | Hiromitsu Sano              |
| 10 | Giappone (bandiera) | C     | Kazuaki Nagasawa            |
| 11 | Giappone (bandiera) | A     | Masanobu Tashiro            |
| 12 | Giappone (bandiera) | C     | Mamoru Kishimoto            |
| 13 | Giappone (bandiera) | D     | Masaru Uchiyama             |
| 14 | Giappone (bandiera) | C     | Katsumi Ōenoki              |
| 15 | Giappone (bandiera) | C     | Mitsunori Yoshida           |
| 16 | Giappone (bandiera) | A     | Takao Oishi                 |
| 17 | Giappone (bandiera) | C     | Atsushi Uchiyama (capitano) |
| 18 | Giappone (bandiera) | A     | Michihiro Oishi             |

| N. |                     | Ruolo | Calciatore           |
| -- | ------------------- | ----- | -------------------- |
| 19 | Giappone (bandiera) | A     | Fuminori Shida       |
| 20 | Giappone (bandiera) | D     | Masanori Higashikawa |
| 21 | Giappone (bandiera) | P     | Akiyoshi Ohashi      |
| 22 | Giappone (bandiera) | C     | Kenji Komata         |
| 23 | Giappone (bandiera) | A     | Mitsuhiro Tada       |
| 24 | Giappone (bandiera) | C     | Mitsuru Kusakabe     |
| 25 | Giappone (bandiera) | A     | Fumiaki Aoshima      |
| 26 | Giappone (bandiera) | A     | Junichi Okochi       |
| 27 | Giappone (bandiera) | A     | Kazuhiko Yazaki      |
| 28 | Giappone (bandiera) | C     | Toshihiko Sawa       |
| 29 | Brasile (bandiera)  | A     | Ademir Santos        |
| 30 | Giappone (bandiera) | A     | Takashi Tadao        |
| 31 | Giappone (bandiera) | P     | Yūshi Ozaki          |
| 32 | Giappone (bandiera) | C     | Muneki Iwatani       |
| 33 | Brasile (bandiera)  | C     | André                |
| 34 | Brasile (bandiera)  | A     | Adílson              |
| 35 | Giappone (bandiera) | C     | Satoshi Yoneyama     |
| 36 | Brasile (bandiera)  | D     | Alberto              |

## Risultati

### JSL Division 1

#### Girone di andata
| Iwata 25 settembre 1988 1ª giornata | Yamaha Motors | 2 – 0 | Furukawa Electric |  |

| Yokohama 1º ottobre 1988 2ª giornata | Nissan Motors | 1 – 0 | Yamaha Motors | Mitsuzawa Stadium |

| Tokyo 6 ottobre 1988 3ª giornata | Mitsubishi HI | 0 – 0 | Yamaha Motors |  |

| Iwata 9 ottobre 1988 4ª giornata | Yamaha Motors | 2 – 0 | Yanmar Diesel |  |

| Yokohama 15 ottobre 1988 5ª giornata | ANA | 2 – 3 | Yamaha Motors | Mitsuzawa Stadium |

| Iwata 23 ottobre 1988 6ª giornata | Yamaha Motors | 0 – 1 | Fujita |  |

| Hamamatsu 30 ottobre 1988 7ª giornata | Honda Motor | 1 – 1 | Yamaha Motors |  |

| Osaka 5 novembre 1988 8ª giornata | Matsushita Electric | 1 – 2 | Yamaha Motors |  |

| Iwata 13 novembre 1988 9ª giornata | Yamaha Motors | 0 – 0 | Sumitomo Metals |  |

| Tokyo 19 novembre 1988 10ª giornata | Yomiuri | 3 – 2 | Yamaha Motors |  |

| Iwata 27 novembre 1988 11ª giornata | Yamaha Motors | 2 – 0 | NKK |  |

#### Girone di ritorno
| Tokyo 26 febbraio 1989 12ª giornata | Yamaha Motors | 2 – 1 | Nissan Motors | National Stadium |

| Osaka 5 marzo 1989 13ª giornata | Yanmar Diesel | 1 – 2 | Yamaha Motors |  |

| Iwata 12 marzo 1989 14ª giornata | Yamaha Motors | 0 – 2 | ANA |  |

| Tokyo 19 marzo 1989 15ª giornata | Fujita | 0 – 2 | Yamaha Motors |  |

| Iwata 26 marzo 1989 16ª giornata | Yamaha Motors | 3 – 2 | Honda Motor |  |

| Iwata 2 aprile 1989 17ª giornata | Yamaha Motors | 0 – 1 | Matsushita Electric |  |

| Kashima 8 aprile 1989 18ª giornata | Sumitomo Metals | 0 – 3 | Yamaha Motors |  |

| Iwata 16 aprile 1989 19ª giornata | Yamaha Motors | 3 – 2 | Yomiuri |  |

| Kawasaki 20 aprile 1989 20ª giornata | NKK | 3 – 2 | Yamaha Motors | Todoroki Stadium |

| Ichihara 26 aprile 1989 21ª giornata | Furukawa Electric | 3 – 1 | Yamaha Motors |  |

| Iwata 30 aprile 1989 22ª giornata | Yamaha Motors | 2 – 1 | Mitsubishi HI |  |

### Japan Soccer League Cup
| 28 agosto 1988 Primo turno | Yamaha Motors | 3 – 0 | Teijin |  |

| Ueno 3 settembre 1988 Secondo turno | Yamaha Motors | 0 – 2 | ANA |  |

### Coppa dell'Imperatore
| Iwata 24 dicembre 1988 Secondo turno | Yamaha Motors | 3 – 0 | Toho Titanium |  |

| Iwata 25 dicembre 1988 Ottavi di finale | Yamaha Motors | 2 – 0 | Matsushita Electric |  |

| Osaka 27 dicembre 1988 Quarti di finale | Yamaha Motors | 2 – 0 | Honda Motor |  |

| Kobe 29 dicembre 1988 Semifinale | Yamaha Motors | 0 – 1 | Nissan Motors |  |

### Campionato d'Asia per club
| Canton 12 luglio 1988 Prima fase - 1ª giornata | Guangdong | 3 – 1 | Yamaha Motors |  |

| Canton 14 luglio 1988 Prima fase - 2ª giornata | Yamaha Motors | 9 – 2 | Wa Seng |  |

| Canton 16 luglio 1988 Prima fase - 3ª giornata | Yamaha Motors | 1 – 1 | South China |  |

| Canton 20 luglio 1988 Prima fase - 4ª giornata | April 25 | 3 – 1 | Yamaha Motors |  |

## Statistiche

### Statistiche di squadra
| Competizione               | Punti | Totale | Totale | Totale | Totale | Totale | Totale | DR  |
| Competizione               | Punti | G      | V      | N      | P      | Gf     | Gs     | DR  |
| -------------------------- | ----- | ------ | ------ | ------ | ------ | ------ | ------ | --- |
| JSL Division 1             | 39    | 22     | 12     | 3      | 7      | 31     | 21     | +10 |
| JSL Cup                    | -     | 2      | 1      | 0      | 1      | 3      | 2      | +1  |
| Coppa dell'Imperatore      | -     | 4      | 3      | 0      | 1      | 7      | 1      | +6  |
| Campionato d'Asia per club | -     | 4      | 1      | 2      | 1      | 5      | 4      | +1  |
| Totale                     | -     | 32     | 17     | 5      | 10     | 46     | 28     | +18 |